# Pekka Haavisto
Pekka Olavi Haavisto (født 23. marts 1958 i Helsinki) er en finsk politiker for Det Grønne Forbund. Han var medlem af Rigsdagen fra 1987 til 1995 og er fra 2007 igen rigsdagsmand. Haavisto var fra 1995 til 1999 miljøminister og minister i udenrigsdepartementet i regeringen Paavo Lipponen I. Han var fra 1993 til 1995 partileder i Grønt Forbund og var fra 2000 til 2006 leder i De Europæiske Grønne.
Haavisto har arbejdet for FN og FN's miljøprogram (UNDP). Fra 2005 til 2007 var han EU's specialrepræsentant for Sudan og Darfur, hvorefter han var FN-rådgiver for fredsprocessen i Darfur.
I 2012 stillede Haavisto op til præsidentvalget i Finland. Han kom på andenpladsen med 18,8 % af stemmerne i første runde og gik videre til anden valgomgang. I den afgørende valgomgang tabte han til Sauli Niinistö.
Han er atter kandidat ved præsidentvalget i 2024.